# Shanna Moakler
Shanna Moakler (Providence (Rhode Island), 28 maart 1975) is een Amerikaans model en actrice.
Moakler deed in 1992 mee aan Miss Teen USA, waarin ze zevende eindigde. In 1995 werd Moakler Miss New York USA, waardoor ze mocht deelnemen aan Miss USA. Hierin werd ze tweede. Omdat winnares Chelsi Smith Miss Universe werd, werd Smith als Miss USA vervangen door Shanna Moakler. In december 2011 was ze Playmate van de maand voor het blad Playboy.
In 1996 startte Moakler haar acteercarrière. Ze speelde onder meer in Lois & Clark: The New Adventures of Superman, Joey en Due South en in de films Poison Ivy: The New Seduction en Big Momma's House 2.
In 1997 had Moakler een relatie met Billy Idol. Voor haar huwelijk met Travis Barker in 2004 had ze ook nog relaties met Oscar de la Hoya en Dennis Quaid. Met Barker kreeg ze twee kinderen. Het paar scheidde in 2008.